# Alexander Chmelevski
Alexander "Sasha" Chmelevski, född 9 juni 1999, är en amerikansk professionell ishockeyforward av ukrainskt ursprung som spelar för San Jose Sharks i National Hockey League (NHL). Han har tidigare spelat för San Jose Barracuda i American Hockey League (AHL) samt Sarnia Sting och Ottawa 67's i Ontario Hockey League (OHL).
Chmelevski draftades av San Jose Sharks i sjätte rundan i 2017 års draft som 185:e spelare totalt.

## Statistik
| 2012–2013  | Detroit Belle Tire     | T1EHL      | 29  | 28  | 36  | 64  | 24 | 5  | 5  | 6  | 11 | 0  |
| 2013–2014  | Detroit Belle Tire     | T1EHL      | 28  | 22  | 31  | 53  | 28 | 5  | 10 | 7  | 17 | 8  |
| 2014–2015  | Detroit Honeybaked U16 | HPHL       | 25  | 10  | 14  | 24  | 4  | —  | —  | —  | —  | —  |
|            | Detroit Honeybaked U18 | HPHL       | 1   | 0   | 0   | 0   | 0  | —  | —  | —  | —  | —  |
| 2015–2016  | Sarnia Sting           | OHL        | 29  | 9   | 8   | 17  | 2  | —  | —  | —  | —  | —  |
|            | Ottawa 67's            | OHL        | 5   | 2   | 0   | 2   | 2  | —  | —  | —  | —  | —  |
|            | U.S. National U17 Team |            | 6   | 2   | 3   | 5   | 0  | —  | —  | —  | —  | —  |
| 2016–2017  | Ottawa 67's            | OHL        | 58  | 21  | 22  | 43  | 20 | 6  | 2  | 2  | 4  | 2  |
|            | U.S. National U18 Team |            | 2   | 0   | 1   | 1   | 2  | —  | —  | —  | —  | —  |
| 2017–2018  | Ottawa 67's            | OHL        | 68  | 35  | 41  | 76  | 24 | 5  | 1  | 4  | 5  | 4  |
|            | San Jose Barracuda     | AHL        | 6   | 3   | 1   | 4   | 0  | 4  | 1  | 1  | 2  | 0  |
| 2018–2019  | Ottawa 67's            | OHL        | 56  | 35  | 40  | 75  | 36 | 18 | 12 | 19 | 31 | 10 |
| 2019–2020  | San Jose Barracuda     | AHL        | 42  | 11  | 16  | 27  | 22 | —  | —  | —  | —  | —  |
| 2020–2021  | San Jose Sharks        | NHL        | 1   | 0   | 1   | 1   | 0  | —  | —  | —  | —  | —  |
| NHL totalt | NHL totalt             | NHL totalt | 1   | 0   | 1   | 1   | 0  | —  | —  | —  | —  | —  |
| AHL totalt | AHL totalt             | AHL totalt | 48  | 14  | 17  | 31  | 22 | 4  | 1  | 1  | 2  | 0  |
| OHL totalt | OHL totalt             | OHL totalt | 216 | 102 | 111 | 213 | 84 | 29 | 15 | 25 | 40 | 16 |

### Internationellt
| Källa: Uppdaterad: 2021-02-21 | Källa: Uppdaterad: 2021-02-21 | Källa: Uppdaterad: 2021-02-21 |         | Utv = Utvisningsminuter | Utv = Utvisningsminuter | Utv = Utvisningsminuter | Utv = Utvisningsminuter | Utv = Utvisningsminuter |
| År                            | Lag                           | Mästerskap                    | Matcher | Mål                     | Assists                 | Poäng                   | Utv                     |                         |
| ----------------------------- | ----------------------------- | ----------------------------- | ------- | ----------------------- | ----------------------- | ----------------------- | ----------------------- | ----------------------- |
| 2015                          | USA                           | Ivan Hlinka                   | 4       | 4                       | 5                       | 9                       | 2                       |                         |
| 2019                          | USA                           | JVM                           | 7       | 4                       | 3                       | 7                       | 2                       |                         |
| Junior totalt                 | Junior totalt                 | Junior totalt                 | 11      | 8                       | 8                       | 16                      | 4                       |                         |